# حارس البوابة
يُطلق اسم حارس البوابة على الصحفيين الذين يقومون بمهمة جمع الأخبار، والذين يعتبرون مصدراً لها أيضاً، ويقومون بعدة وظائف مثل تحديد المعلومات وتحريرها وزيادتها بتوسيع البيئة الإعلامية وإعادة ترتيبها وتفسيرها. ويجب أن تتوفر فيه عدة خصائص مثل المصداقية وزيادة الثقة بين مصدر الاتصال والجمهور بالإضافة إلى توفر الخبرة والجاذبية وقوة المصدر الذي تم الحصول منه على المعلومة. كما يجب أن تتوفر فيه معايير أخرى مثل معايير المجتمع وعاداته وتقاليده.

## نظرية حارس البوابة
تعتبر نظرية حارس البوابة بمثابة دراسة كلاسيكية تتناول سيكولوجية المراسل الصحفي، وتشرح نفسية الأشخاص الذين يقومون بالاتصال، أي أن هذه النظرية تدرس العاملين في القطاع الصحفي بشكل عام، وتخترق عقولهم وكيفية تفكيرهم، وأول دراسة جول هذه النظرية كانت من قبل روستن، وذلك في الولايات المتحدة الأمريكية، وكان عنوانها ” مراسلو واشنطن”، ونشرت دراسة مماثلة في العام 1941م، وكانت هذه الدراسة تخص العاملين في دريدة ملواكي، أما بالنسبة لنظرية حارس البوابة فقد نُشرت من قبل الأمريكي ديفيد ماينج وايت، وكان اسمها “نظرية حارس البوابة وانتقاء الأخبار

## أعمال أدبية بعنوان حارس البوابة
في التاريخ الأدبي حتى الآن عملين يحملان اسم (حارس البوابة) ورغم ذلك لا يمتان لنظرية حارس البوابة الصحفية بصلة
العمل الأول:
عمل أدبي للكاتب البريطاني تيري إيغلتن عبارة عن مذكرات مكتوبة بطريقة غير متسلسلة، حول موضوعات عامة مثل مفكرون، سياسيون، فاشلون، وأرستقراطيون وغيرها، أسفل كل موضوع يذكر المؤلف جانب من سيرته الشخصية المتعلقة به. والأسلوب الطريف للمؤلف يشدّ القارئ وخاصة الموضوع الأخير.ترجمة هذا الكتاب جيدة وخاصة في توضيح بعض المفردات الأدبية
العمل الثاني:
رواية للكاتب المصري محمد الشحات، وهي رواية فلسفية في المقام الأول، تبحث في أسرار الروح ونشأتها ومآلها من خلال شاب تشغله القضية فيسلك في سبيل المعرفة كل المسالك للوصول لحل، وتناقش الرواية فكرة إمكانية الوصول لمعرفة كنه الروح وأسرارها من عدمها، والرواية تعتبر من الروايات الجيدة ولها معدل تقييم مرتفع على جود ريدز.